# Endgame (Megadeth-album)
Az Endgame a Megadeth nevű amerikai thrash metal együttes tizenkettedik stúdióalbuma, amely 2009 szeptemberében jelent meg a Roadrunner Records kiadásában. Az album a Billboard 200-as listáján a 9. helyen startolt. A Head Crusher című dalt a lemezről Grammy-díjra jelölték a "Best Metal Performance" kategóriában.

## Az album dalai
|     | Cím                                                  | Szerző(k)                 | Hossz |
| --- | ---------------------------------------------------- | ------------------------- | ----- |
| 1.  | Dialectic Chaos (Instrumental)                       | Dave Mustaine             | 2:26  |
| 2.  | This Day We Fight!                                   | Mustaine                  | 3:27  |
| 3.  | 44 Minutes                                           | Mustaine                  | 4:37  |
| 4.  | 1,320'                                               | Mustaine                  | 3:50  |
| 5.  | Bite the Hand                                        | Mustaine                  | 4:01  |
| 6.  | Bodies                                               | Mustaine                  | 3:34  |
| 7.  | Endgame                                              | Mustaine                  | 5:57  |
| 8.  | The Hardest Part of Letting Go... Sealed With a Kiss | Mustaine, Chris Broderick | 4:42  |
| 9.  | Head Crusher                                         | Mustaine, Shawn Drover    | 3:26  |
| 10. | How the Story Ends                                   | Mustaine                  | 4:29  |
| 11. | The Right to Go Insane                               | Mustaine                  | 4:18  |

| 12. | Washington Is Next! (live) | Mustaine | 5:20 |

## Közreműködők
- Dave Mustaine – ének, szóló, ritmus és akusztikus gitár, zongora
- Chris Broderick – szóló, ritmus és akusztikus gitár
- James LoMenzo – basszusgitár
- Shawn Drover – dobok

További zenészek
- Chris Clancy – vokál a "The Hardest Part of Letting Go... Sealed With a Kiss" című dalban
- Chris Rodriguez – háttérvokál
- Mark Newby-Robson – szintetizátor a "The Hardest Part of Letting Go... Sealed with a Kiss" című dalban